# Ginástica na Universíada de Verão de 1987
A ginástica na Universíada de Verão de 1987 teve suas disputas realizadas na cidade de Zagreb, na, então, Iugoslávia, contando com as provas masculinas e femininas da ginástica artística. 

## Eventos
Ginástica artística
- Equipes masculino
- Solo masculino
- Barra fixa
- Barras paralelas
- Cavalo com alças
- Argolas
- Salto sobre a mesa masculino
- Equipes feminino
- Trave
- Solo feminino
- Barras assimétricas
- Salto sobre a mesa feminino

## Medalhistas
Ginástica artística
| Evento              | Ouro                  | Prata                 | Bronze                                |
| ------------------- | --------------------- | --------------------- | ------------------------------------- |
| Masculino           |                       |                       |                                       |
| Equipes             | URS                   | CHN                   | JPN                                   |
| Solo                | CHN Lou Yun           | URS Yuri Korolev      | CHN Li Ning                           |
| Cavalo com alças    | URS Valentin Mogilniy | HUN Zsolt Borkai      | URS Yuri Korolev                      |
| Argolas             | URS Yuri Korolev      | CHN Li Ning           | URS Valentin Mogilniy                 |
| Salto sobre a mesa  | CHN Lou Yun           | URS Yuri Korolev      | URS Vladimir Artemov CHN Li Ning      |
| Barras paralelas    | URS Vladimir Artemov  | URS Valentin Mogilniy | CHN Li Ning                           |
| Barra fixa          | URS Valentin Mogilniy | URS Yuri Korolev      | HUN Csaba Fajkusz CHN Wang Chongsheng |
| Feminino            |                       |                       |                                       |
| Equipes             | URS                   | ROU                   | CHN                                   |
| Salto sobre a mesa  | URS Yelena Shushunova | ROU Ekaterina Szabo   | ROU Melania Rus                       |
| Barras assimétricas | URS Yelena Shushunova | URS Vera Kolesnikova  | PRK Choe Gyong-Hui                    |
| Trave               | URS Yelena Shushunova | ROU Ekaterina Szabo   | URS Yeka Zeturidze                    |
| Solo                | URS Yelena Shushunova | URS Vera Kolesnikova  | ROU Melania Rus                       |

## Quadro de medalhas
| Ordem | País                | Medalha de ouro | Medalha de prata | Medalha de bronze |    |
| ----- | ------------------- | --------------- | ---------------- | ----------------- | -- |
| 1     | URS União Soviética | 10              | 6                | 4                 | 20 |
| 2     | CHN China           | 2               | 2                | 4                 | 8  |
| 3     | ROU Romênia         |                 | 3                | 2                 | 5  |
| 4     | HUN Hungria         |                 | 1                | 1                 | 2  |
| 5     | JPN Japão           |                 |                  | 1                 | 1  |
| 5     | PRK Coreia do Norte |                 |                  | 1                 | 1  |
| TOTAL | TOTAL               | 12              | 12               | 13                | 37 |